# Aseptis serrula
Aseptis serrula är en fjärilsart som beskrevs av Barnes och Mcdunnough 1918. Aseptis serrula ingår i släktet Aseptis och familjen nattflyn. Inga underarter finns listade i Catalogue of Life.